# Vườn quốc gia Washpool
Vườn quốc gia Washpool là một vườn ở bang New South Wales (Úc), cách 516 km phía bắc thành phố Sydney. Vườn này có diện tích rộng 586,78 km², do Cơ quan National Parks and Wildlife Service của bang New South Wales quản lý.
Vườn quốc gia Washpool được thành lập năm 1983 để bảo tồn các loài động vật và thực vật quan trọng của các rừng Washpool và Gibraltar Range.
Vườn quốc gia này là một trong số các vườn quốc gia trong khu vực Các rừng ưa mưa Gondwana của Úc, một di sản thế giới của UNESCO.